# (Ik speel) de clown
(Ik speel) de clown is een single van Dee Dee.
De single is een vastlegging van de twee inzendingen van zangeres Dee Dee voor het Nationaal Songfestival 1986. Beide liedjes werden begeleid door het Metropole Orkest onder leiding van Harry van Hoof. Het verscheen op het platenlabel Dureco met een dank aan WEA en Roba Musicgroep (beide waren aandeelhouders in TTR). Dee Dee had als lid van Vulcano al twee keer eerder meegedaan aan het Nationaal Songfestival, maar niet gewonnen. Dat gebeurde deze derde keer ook niet.
Er verscheen een Engelstalige versie van deze single met (I play (the clown) en Fata morgana.
Fata Morgana werd geschreven door Peter de Wijn en Ad van Olm en Eddy Ouwens.